# Dave Sabo
David Michael Sabo (David Michael Sabo, 16 de septiembre de 1964, Nueva Jersey), es uno de los guitarristas, junto a Scotti Hill, de la agrupación de hard rock/heavy metal Skid Row. Es apodado "The Snake".
Sabo también estuvo en la banda Ozone Monday junto al vocalista Shawn McCabe, y otros miembros de Skid Row como el mencionado Scotti Hill, el bajista Rachel Bolan y el baterista Rob Affuso. Por otro lado, fue el primer guitarrista de Bon Jovi, pero tras una discusión con su líder Jon Bon Jovi, decidió abandonar el grupo al poco de haber entrado.

## Discografía con Skid Row
- 1989 Skid Row
- 1991 Slave to the Grind
- 1992 B-Side Ourselves
- 1995 Subhuman Race
- 1998 40 Seasons: The Best of Skid Row
- 2003 Thickskin
- 2006 Revolutions per Minute
- 2013 United World Rebellion: Chapter One
- 2014 Rise of The Damnation Army United World Rebellion: Chapter Two